# بابلو أنطونيو
بابلو أنطونيو هو مهندس معماري فلبيني، ولد في 25 يناير 1901 في Binondo ‏ في الفلبين، وتوفي في 14 يونيو 1975 في مانيلا في الفلبين.